# Andrei Golubew
Andrei Golubew (russisch Андрей Александрович Голубев, engl. Transkription: Andrey Golubev; * 22. Juli 1987 in Wolschski, Russische SR, Sowjetunion) ist ein russisch-kasachischer Tennisspieler.

## Karriere

### Bis 2006: Werdegang und erste Erfolge als Junior und auf Future-Turnieren
Andrei Golubew begann das Tennisspielen mit sechs Jahren. Im Alter von 15 Jahren zog er auf Empfehlung eines Freundes nach Italien nach Bra, wo er seitdem lebt und in der Matchball Tennis Academy von Massimo Puci trainiert. Ab 2003 spielte er auf Satellite- und Future-Turnieren und erreichte 2004 erstmals ein Future-Finale. Zudem konnte er auf der Juniorentour in Salsomaggiore Terme ein Turnier gewinnen, wobei er im Finale Robin Haase besiegte.
2005 gewann Golubew in Italien zwei Future-Turniere und erreichte dadurch eine Position in den Top 500 der Weltrangliste. Im folgenden Jahr erreichte er bei Future-Turnieren insgesamt sechs Endspiele, von denen er zwei in Frankreich und Spanien gewinnen konnte.

### 2007: Erstes Challenger-Finale und ATP-Debüt
Im Jahr 2007 versuchte Andrei Golubew erstmals, sich für ATP-Turniere zu qualifizieren; er erreichte dabei unter anderem die dritte Qualifikationsrunde in Wimbledon. Zudem spielte er nun vermehrt Turniere der ATP Challenger Tour; er konnte im Juli 2007 in Recanati erstmals ein Finale erreichen, das er jedoch gegen Wang Yeu-tzuoo verlor. Zwei Wochen zuvor hatte er in Mantua an der Seite von Francesco Piccari bereits seinen ersten Doppeltitel gewonnen. Beim ATP-Turnier von Basel konnte er sich für das Hauptfeld qualifizieren und gewann daraufhin sein erstes Match auf ATP-Ebene gegen Amer Delić. In der zweiten Runde konnte er gegen Paul-Henri Mathieu den ersten Satz gewinnen, verlor dann aber noch in drei Sätzen. Dennoch beendete er erstmals ein Jahr in den Top 200 der Weltrangliste.

### 2008–2009: Challenger-Titel, Grand-Slam-Debüt, erstes ATP-Finale und Einstieg in die Top 100
Das Jahr 2008 begann mit einer erfolgreichen Qualifikation in Adelaide, wo er in der ersten Runde Ernests Gulbis unterlag. Drei Wochen später folgte in Heilbronn der erste Challenger-Titel. Nachdem er in der zweiten Runde den topgesetzten Florian Mayer ausgeschaltet hatte, profitierte Golubew im Finale von der Aufgabe seines Gegners Philipp Petzschner. In den folgenden Monaten versuchte er immer wieder, sich für ATP-Turniere zu qualifizieren, schaffte jedoch nur in Toronto und Los Angeles den Sprung ins Hauptfeld, wo er jeweils in der ersten Runde ausschied. Im August 2008 scheiterte Andrei Golubew bei der Qualifikation für die US Open in der dritten Runde an Stéphane Bohli, rückte jedoch als Lucky Loser trotzdem erstmals in das Hauptfeld eines Grand-Slam-Turniers. Dort besiegte er in der ersten Runde Brendan Evans, verlor dann aber in der zweiten Runde gegen den an Position sieben gesetzten David Nalbandian. Da er für sich keine Chance sah, in die russische Davis-Cup-Mannschaft berufen zu werden, hatte Golubew im Sommer 2008 (genau wie seine Landsmänner Juri Schtschukin und Michail Kukuschkin) die kasachische Staatsbürgerschaft angenommen, und so konnte er im September 2008 gegen die Philippinen erstmals für Kasachstan antreten. Sowohl im Einzel als auch im Doppel gewann er mühelos und steuerte somit zwei Punkte zum 5:0-Sieg bei. Seitdem hat Golubew in bislang sechs Davis-Cup-Partien eine Bilanz von 12:2 Siegen. Im Oktober 2008 folgte der bis dahin größte Erfolg in Andrei Golubews Karriere: In Sankt Petersburg qualifizierte er sich für das Hauptfeld und zog nach Siegen über Olivier Rochus, Marat Safin, Mischa Zverev und Victor Hănescu bis ins Finale ein, wo er jedoch dem topgesetzten Andy Murray deutlich unterlegen war. Zwei Wochen später gewann Golubew das Challenger-Turnier von Astana, dabei besiegte er im Finale den Franzosen Laurent Recouderc. Daraufhin stieg er erstmals in die Top 100 der Weltrangliste ein, und rückte bis zum Jahresende bis auf Position 89.
Dadurch war er 2009 bei den Australian Open direkt qualifiziert, verlor aber in der ersten Runde gegen Fabio Fognini. Bis zum Mai 2009 konnte Golubew nur ein einziges Match auf ATP-Ebene gewinnen, und fiel daher wieder aus den Top 100 heraus. Dennoch rückte er bei den French Open 2009 als Ersatz ins Hauptfeld und traf nach einem Erstrundensieg über Denis Gremelmayr in der zweiten Runde auf den ehemaligen Weltranglistenersten Lleyton Hewitt, dem er glatt unterlegen war. In Wimbledon hieß der Erstrundengegner Jo-Wilfried Tsonga, gegen den er in vier knappen Sätzen verlor. Im Juli 2009 erreichte Andrei Golubew wie schon zwei Jahre zuvor das Finale des Challenger-Turniers von Recanti, konnte dort jedoch gegen Stéphane Bohli erneut nicht den Titel gewinnen. Zudem stand er auch in der Doppelkonkurrenz zusammen mit Adriano Biasella im Finale, verlor jedoch auch dieses. Beim Kanada Masters in Montreal konnte Golubew mit Radek Štěpánek erstmals einen Spieler aus den Top 20 besiegen. In der zweiten Runde schied er gegen Stan Wawrinka aus, erreichte in der folgenden Woche aber mit Rang 56 seine bis dahin beste Platzierung in der Weltrangliste. Im Oktober 2009 verlor Golubew in Sankt Petersburg bereits in der ersten Runde gegen Michail Juschny und verlor daher die im Jahr zuvor hier gesammelten Weltranglistenpunkte. Auch die erfolgreiche Challenger-Titelverteidigung in Astana durch einen Sieg über Illja Martschenko konnte nicht verhindern, dass Golubew wieder aus den Top 100 herausfiel.

### 2010: Erster ATP-Titel und Einstieg in die Top 50
Zu Beginn des Jahres 2010 trat Andrei Golubew zusammen mit Jaroslawa Schwedowa beim Hopman Cup an. Dabei gewann er zwei von drei Einzeln und eins von zwei Mixed-Doppeln. Für die Australian Open bekam Golubew als bestplatzierter asiatischer Spieler unter 23 eine Wildcard. Nachdem er in der ersten Runde Mardy Fish in vier Sätzen besiegt hatte, schied er in der zweiten Runde gegen den an Position 24 gesetzten Ivan Ljubičić aus. Zwei Wochen später erreichte Golubew beim Challenger-Turnier von Heilbronn das Finale, welches er gegen Michael Berrer verlor. Die nächsten Monate verliefen ohne größere Erfolge: Nur bei den ATP-Turnieren von Casablanca und Monte Carlo konnte Golubew die zweite Runde erreichen. Bei den French Open und in Wimbledon schied er jeweils in der ersten Runde aus. Im Juli 2010 folgte dann der bisherige Höhepunkt in Andrei Golubews Karriere: An seinem 23. Geburtstag traf er bei den German Open am Hamburger Rothenbaum nach Siegen über Mischa Zverev und Marcel Granollers im Achtelfinale auf den topgesetzten Nikolai Dawydenko. Diesen besiegte er genauso wie danach Denis Istomin, Florian Mayer sowie im Finale Jürgen Melzer glatt in zwei Sätzen und gewann damit seinen einzigen ATP-Titel. In der Weltrangliste machte Golubew daraufhin einen Sprung von Platz 82 bis auf Platz 36. Die folgenden Monate verliefen ohne große Höhepunkte; bei den US Open schied Golubew in der ersten Runde gegen den späteren Halbfinalisten Michail Juschny aus. Zwei Wochen später steuerte er im Davis Cup zum 5:0-Sieg über die Schweiz zwei Einzel- sowie einen Doppelsieg bei. Kasachstan schaffte damit erstmals den Einzug in die Weltgruppe. Im Oktober 2010 konnte Golubew in Kuala Lumpur nach Siegen unter anderem über den topgesetzten Robin Söderling sowie David Ferrer zum zweiten Mal in dieser Saison ein ATP-Finale erreichen. Dort verlor er trotz 1:0-Satzführung erneut gegen seinen „Angstgegner“ Michail Juschny. Platz 33, den er im Oktober des Jahres erreichte, wurde sein Karriere-Bestwert.

### 2011–2012: Niederlagenserie
Das Jahr 2011 begann für Andrei Golubew bei den Australian Open mit einer Erstrundenniederlage gegen den Qualifikanten Grigor Dimitrow. Nach einem eher enttäuschenden Saisonstart war das erste Highlight der Saison der 3:2-Sieg im Davis Cup über Tschechien. Dabei steuerte Golubew zwei Einzelsiege bei, unter anderem über den Top-10-Spieler Tomáš Berdych. Beim Masters-Turnier in Indian Wells im März 2011 verlor Golubew nach einem Erstrundensieg über Florian Mayer in der zweiten Runde gegen den späteren Turniersieger Novak Đoković. Der Sieg gegen Mayer sollte für lange Zeit sein letzter auf ATP-Level bleiben: Bis zum August 2011 verlor Andrei Golubew 18 ATP-Matches in Folge, unter anderem bei den French Open, in Wimbledon sowie in Hamburg, wo er im Vorjahr noch den Titel gewonnen hatte. Dadurch fiel er in der Weltrangliste weit zurück und aus den Top 100. Erst beim Masters-Turnier in Cincinnati konnte Golubew die Niederlagenserie, mit Ausnahme seines Halbfinaleinzugs bei der Challenger-Teilnahme in Astana, mit einem Sieg über den an Position 16 gesetzten Stan Wawrinka stoppen. Im weiteren Jahresverlauf konnte er weiterhin nur wenige Einzelmatches gewinnen. Nur im Doppel spielte er sich mit seinem Partner Juri Schtschukin ins Finale des Challengers in Stettin, wo sie gegen die Polen Marcin Gawron und Andriej Kapaś scheiterten. Im Jahr 2012 konnte er bei Turnieren der ATP Tour erneut nur Erst- und Zweitrundenniederlagen verbuchen. Sein bestes Ergebnis im Einzel war die Halbfinalteilnahme in Peking. Im Doppel lief es für ihn besser: Er konnte drei Challenger-Finals erreichen. In Monza holte er mit Juri Schtschukin den Titel, in Mailand und Lermontow verlor er mit demselben Partner jeweils die Finalpartie.

### 2013–2014: Challengertitel und Doppelerfolge
Im Frühling des Folgejahres fiel er aus dem Top 200 der Weltrangliste heraus. Ab Juni 2013 konnte er wieder bessere Ergebnisse erzielen. Beim Challenger-Turnier in Marburg besiegte er im Einzelfinale den Argentinier Diego Schwartzman und gemeinsam mit Jewgeni Koroljow konnte er die Doppelkonkurrenz für sich entscheiden. Auch in Tjumen konnte er mit einem Sieg über Andrei Kusnezow das Turnier für sich entscheiden. Außerdem erreichte er beim Challenger von Kasan das Finale, das er in zwei Sätzen gegen Alexander Nedowessow verlor. Auch auf der ATP-Tour erreichte er im Einzel höhere Runden, so erreichte er in Moskau das Viertelfinale. Zum Ende der Saison erreichte er wieder die Top 100 der Einzelweltrangliste.
Im Jahr 2014 besiegte er im Finale des Challengers von Astana den Luxemburger Gilles Müller. Danach erreichte er nur bei wenigen Turnieren der ATP-Tour die dritte Runde. Im Doppel lief es für ihn in diesem Jahr besser. Nachdem er in Astana mit Jewgeni Koroljow auch das Finale im Doppel erreicht hatte, konnte er mit seinem Doppelpartner Sam Groth das Halbfinale der French Open erreichen, in dem sie eine Niederlage gegen die späteren Turniersieger Julien Benneteau und Édouard Roger-Vasselin erlitten. Dies war bis dahin das beste Ergebnis Golubews bei einem Grand-Slam-Turnier. In Kitzbühel erreichte er zudem mit Daniele Bracciali das Doppelfinale, was seine erste Finalteilnahme eines Doppelturniers auf der ATP Tour war.

### 2015–2019: Vereinzelte Erfolge und Pause
Im Jahr 2015 fiel er wieder aus den Top 100 heraus, danach erreichte er diesen Weltranglistenbereich in seiner Karriere im Einzel nicht mehr. Weder bei Challenger-Turnieren noch bei der ATP Tour konnte er in diesem Jahr ein weiter als ein Achtelfinale kommen. Im Februar des folgenden Jahres unterlag er im Finale des Challengers in Launceston dem Australier Blake Mott. Einen Monat später gewann er in Jönköping das Finale gegen Karen Chatschanow. In Binghamton spielte er sich bis ins Halbfinale, in dem er dem späteren Turniersieger Darian King unterlag. Im Doppel konnte er stabilere Ergebnisse aufweisen. Er gewann mit unterschiedlichen Partnern die Challenger-Turniere in Happy Valley, Vincenza und Poprad-Tatry. Sein bestes Einzelergebnis im Jahr 2017 war die Teilnahme am Halbfinale von Bergamo, im Doppel erreichte er drei Halbfinals. Zwischen Juli 2017 und April 2019 bestritt er kein Turnier.

### 2019–2020: Comeback und Doppelerfolge
Nach seiner Rückkehr spielte er im Einzel nur noch vereinzelt Turniere auf professioneller Ebene, bei denen er keine nennenswerten Erfolge verbuchen konnte. Im Gegensatz dazu war sein Comeback im Doppel erfolgreich. Drei Monate nach seiner Rückkehr auf der professionellen Ebene gewann er mit Alexander Nedowessow den Challengertitel in Nur-Sultan und später das Turnier in Istanbul. Zu Beginn der Saison 2020 hatte er mit Nedowessow die Challenger-Turniere in Bangkok und Quimper gewonnen, bevor die Saison aufgrund der COVID-19-Pandemie für fünf Monate pausierte. Nach Wiederaufnahme der Saison im August 2020 gewann er zusammen mit Ariel Behar drei Challenger-Titel in drei aufeinanderfolgenden Wochen, in Todi, Triest und Cordenons. In der folgenden Woche erreichten er und Andrea Vavassori außerdem das Finale in Forlì. Am Ende des Jahres folgte ein weiterer Turniersieg in Orlando.

### Ab 2021: Erste Finalteilnahme bei einem Grand-Slam-Turnier
Im Jahr 2021 trat er im Doppel häufiger bei Turnieren der ATP Tour an und konnte sowohl dort als auch auf der Challenger Tour Erfolge verbuchen. In Split gewann er mit Alexander Nedowessow das Challenger-Turnier. Außerdem erreichte er das Finale des Challengers in Zagreb. Mit Alexander Bublik konnte er mit dem Einzug ins Finale der French Open das Endspiel eines Grand-Slam-Turniers erreichen. Bei den anderen drei Grand-Slam-Turnieren erreichte er jeweils das Achtelfinale der Doppelkonkurrenz, was jeweils auch sein Bestwert wurde. In St. Petersburg spielte er sich mit Hugo Nys bis ins Finale. Die Saison schloss er in den Top 30 der Doppelweltrangliste ab.
Im Jahr 2022 erreichte er bei einigen Doppelturnieren der ATP Tour das Halbfinale. In Doha, Marrakesch und München mit Fabrice Martin, in Indian Wells mit Alexander Zverev, in Rom mit Máximo González sowie in Basel mit Alexander Nedowessow.

### Davis Cup
Seit 2008 trat Golubew in 24 Begegnungen für die kasachische Davis-Cup-Mannschaft an, wobei er 41 Matches spielte. Im Doppel gewann er 16 von 23 Partien, im Doppel 12 von 18 Matches. 2011, 2013, 2014 und 2015 erreichte die Mannschaft jeweils das Viertelfinale der Weltgruppe, was sowohl das beste Ergebnis Golubews als auch des kasachischen Teams war.

## Erfolge
| Legende (Anzahl der Siege)                      |
| Grand Slam                                      |
| ATP World Tour Finals                           |
| ATP World Tour Masters 1000                     |
| ATP World Tour 500 (1)                          |
| ATP International Series ATP World Tour 250 (1) |
| ATP Challenger Tour (24)                        |

| ATP-Titel nach Belag |
| Hartplatz (1)        |
| Sand (1)             |
| Rasen (0)            |

### Einzel

#### Turniersiege

##### ATP World Tour
| Nr. | Datum         | Turnier | Belag | Finalgegner   | Ergebnis |
| --- | ------------- | ------- | ----- | ------------- | -------- |
| 1.  | 25. Juli 2010 | Hamburg | Sand  | Jürgen Melzer | 6:3, 7:5 |

##### ATP Challenger Tour
| Nr. | Datum             | Turnier    | Belag         | Finalgegner        | Ergebnis             |
| --- | ----------------- | ---------- | ------------- | ------------------ | -------------------- |
| 1.  | 27. Januar 2008   | Heilbronn  | Hartplatz (i) | Philipp Petzschner | 2:6, 6:1, 3:1 aufgg. |
| 2.  | 8. November 2008  | Astana (1) | Hartplatz (i) | Laurent Recouderc  | 1:6, 7:5, 6:3        |
| 3.  | 8. November 2009  | Astana (2) | Hartplatz (i) | Illja Martschenko  | 6:3, 6:3             |
| 4.  | 30. Juni 2013     | Marburg    | Sand          | Diego Schwartzman  | 6:1, 6:3             |
| 5.  | 24. November 2013 | Tjumen     | Hartplatz (i) | Andrei Kusnezow    | 6:4, 6:3             |
| 6.  | 23. Februar 2014  | Astana     | Hartplatz (i) | Gilles Müller      | 6:4, 6:4             |
| 7.  | 13. März 2016     | Jönköping  | Hartplatz (i) | Karen Chatschanow  | 6:79, 7:65, 7:64     |

#### Finalteilnahmen
| Nr. | Datum            | Turnier          | Belag         | Finalgegner     | Ergebnis        |
| --- | ---------------- | ---------------- | ------------- | --------------- | --------------- |
| 1.  | 26. Oktober 2008 | Sankt Petersburg | Hartplatz (i) | Andy Murray     | 1:6, 1:6        |
| 2.  | 3. Oktober 2010  | Kuala Lumpur     | Hartplatz (i) | Michail Juschny | 7:67, 2:6, 6:73 |

### Doppel

#### Turniersiege

##### ATP Tour
| Nr. | Datum            | Turnier   | Belag         | Partner           | Finalgegner              | Ergebnis  |
| --- | ---------------- | --------- | ------------- | ----------------- | ------------------------ | --------- |
| 1.  | 22. Oktober 2023 | Stockholm | Hartplatz (i) | Denys Moltschanow | Yuki Bhambri Julian Cash | 7:68, 6:2 |

##### ATP Challenger Tour
| Nr. | Datum              | Turnier      | Belag         | Partner              | Finalgegner                                    | Ergebnis           |
| --- | ------------------ | ------------ | ------------- | -------------------- | ---------------------------------------------- | ------------------ |
| 1.  | 15. Juli 2007      | Mantua       | Sand          | Francesco Piccari    | Leonardo Azzaro Marco Crugnola                 | 6:3, 6:2           |
| 2.  | 17. Juni 2012      | Monza        | Sand          | Juri Schtschukin     | Teimuras Gabaschwili Stefano Ianni             | 7:64, 5:7, [10:7]  |
| 3.  | 29. Juni 2013      | Marburg      | Sand          | Jewgeni Koroljow     | Jesse Huta Galung Jordan Kerr                  | 6:3, 1:6, [10:6]   |
| 4.  | 10. Januar 2016    | Happy Valley | Hartplatz     | Matteo Donati        | Denys Moltschanow Alexander Nedowessow         | 3:6, 7:65, [10:1]  |
| 5.  | 28. Mai 2016       | Vicenza      | Sand          | Nikola Mektić        | Gastão Elias Fabrício Neis                     | 6:3, 6:3           |
| 6.  | 18. Juni 2016      | Poprad-Tatry | Sand          | Ariel Behar          | Lukáš Dlouhý Andrej Martin                     | 6:2, 5:7, [10:5]   |
| 7.  | 20. Juli 2019      | Nur-Sultan   | Hartplatz     | Alexander Nedowessow | Chung Yun-seong Nam Ji-sung                    | 6:4, 6:4           |
| 8.  | 14. September 2019 | Istanbul II  | Hartplatz     | Alexander Nedowessow | Marek Gengel Lukáš Rosol                       | kampflos           |
| 9.  | 18. Januar 2020    | Bangkok      | Hartplatz     | Alexander Nedowessow | Sanchai Ratiwatana Christopher Rungkat         | 3:6, 7:61, [10:5]  |
| 10. | 2. Februar 2020    | Quimper      | Hartplatz (i) | Alexander Nedowessow | Ivan Sabanov Matej Sabanov                     | 6:4, 6:2           |
| 11. | 22. August 2020    | Todi         | Sand          | Ariel Behar          | Elliot Benchetrit Hugo Gaston                  | 6:4, 6:2           |
| 12. | 29. August 2020    | Triest       | Sand          | Ariel Behar          | Hugo Gaston Tristan Lamasine                   | 6:4, 6:2           |
| 13. | 5. September 2020  | Cordenons    | Sand          | Ariel Behar          | Andrés Molteni Hugo Nys                        | 7:5, 6:4           |
| 14. | 21. November 2020  | Orlando      | Hartplatz     | Alexander Nedowessow | Mitchell Krueger Jackson Withrow               | 7:5, 6:4           |
| 15. | 10. April 2021     | Split        | Sand          | Alexander Nedowessow | Szymon Walków Jan Zieliński                    | 7:5, 6:75, [10:5]  |
| 16. | 20. Mai 2023       | Turin        | Sand          | Denys Moltschanow    | Nathaniel Lammons John Peers                   | 7:64, 6:76, [10:5] |
| 17. | 15. Juli 2023      | Salzburg     | Sand          | Denys Moltschanow    | Anirudh Chandrasekar N. Vijay Sundar Prashanth | 6:4, 7:68          |

#### Finalteilnahmen
| Nr. | Datum            | Turnier        | Belag         | Partner           | Finalgegner                         | Ergebnis       |
| --- | ---------------- | -------------- | ------------- | ----------------- | ----------------------------------- | -------------- |
| 1.  | 2. August 2014   | Kitzbühel      | Sand          | Daniele Bracciali | Henri Kontinen Jarkko Nieminen      | 1:6, 4:6       |
| 2.  | 12. Juni 2021    | French Open    | Sand          | Alexander Bublik  | Pierre-Hugues Herbert Nicolas Mahut | 6:4, 6:71, 4:6 |
| 3.  | 31. Oktober 2021 | St. Petersburg | Hartplatz (i) | Hugo Nys          | Jamie Murray Bruno Soares           | 3:6, 4:6       |

## Bilanz

### Einzel
| Turnier1                   | 2017 | 2016 | 2015 | 2014  | 2013 | 2012 | 2011 | 2010  | 2009 | 2008 | 2007 | 2006 | 2005 | 2004 | 2003 | Gesamt |
| -------------------------- | ---- | ---- | ---- | ----- | ---- | ---- | ---- | ----- | ---- | ---- | ---- | ---- | ---- | ---- | ---- | ------ |
| Australian Open            | Q1   | –    | 1R   | 1R    | –    | 2R   | 1R   | 2R    | 1R   | –    | –    | –    | –    | –    | –    | 2R     |
| French Open                | –    | –    | 1R   | 1R    | –    | –    | 1R   | 1R    | 2R   | –    | –    | –    | –    | –    | –    | 2R     |
| Wimbledon                  | –    | –    | –    | 1R    | –    | –    | 1R   | 1R    | 1R   | –    | –    | –    | –    | –    | –    | 1R     |
| US Open                    | –    | –    | –    | 1R    | –    | –    | 1R   | 1R    | 1R   | 2R   | –    | –    | –    | –    | –    | 2R     |
| Gewonnene Einzel-Titel     | 0    | 0    | 0    | 0     | 0    | 0    | 0    | 1     | 0    | 0    | 0    | 0    | 0    | 0    | 0    | 1      |
| Gesamt-Siege/-Niederlagen2 | 0:0  | 0:0  | 3:11 | 12:23 | 5:5  | 3:6  | 6:26 | 24:21 | 7:19 | 6:5  | 1:1  | 0:0  | 0:0  | 0:0  | 0:0  | 67:117 |
| Jahresendposition          | 581  | 233  | 206  | 74    | 103  | 163  | 147  | 36    | 133  | 94   | 171  | 337  | 399  | 647  | 1266 | N/A    |

### Doppel
| Turnier1                   | 2023  | 2022  | 2021  | 2020 | 2019 | 2018 | 2017 | 2016 | 2015 | 2014 | 2013 | 2012 | 2011 | 2010  | 2009 | 2008 | 2007 | 2006 | 2005 | Gesamt |
| -------------------------- | ----- | ----- | ----- | ---- | ---- | ---- | ---- | ---- | ---- | ---- | ---- | ---- | ---- | ----- | ---- | ---- | ---- | ---- | ---- | ------ |
| Australian Open            | 2R    | 1R    | AF    | –    | –    | –    | –    | –    | 2R   | 1R   | –    | –    | 1R   | –     | –    | –    | –    | –    | –    | 2R     |
| French Open                | 1R    | 2R    | F     | –    | –    | –    | –    | –    | 2R   | HF   | –    | –    | AF   | 2R    | –    | –    | –    | –    | –    | HF     |
| Wimbledon                  | 1R    | 1R    | AF    |      | –    | –    | –    | –    | –    | 1R   | –    | –    | 1R   | 2R    | –    | –    | –    | –    | –    | 2R     |
| US Open                    | 2R    | 1R    | AF    | –    | –    | –    | –    | –    | –    | 1R   | –    | –    | –    | 1R    | 1R   | –    | –    | –    | –    | 1R     |
| Gewonnene Doppel-Titel     | 1     | 0     | 0     | 0    | 0    | 0    | 0    | 0    | 0    | 0    | 0    | 0    | 0    | 0     | 0    | 0    | 0    | 0    | 0    | 1      |
| Gesamt-Siege/-Niederlagen2 | 14:17 | 19:27 | 22:24 | 1:2  | 0:0  | 0:0  | 1:0  | 1:1  | 4:9  | 8:10 | 1:2  | 1:0  | 3:15 | 13:14 | 2:4  | 1:1  | 0:0  | 0:0  | 0:0  | 91:126 |
| Jahresendposition          | 61    | 47    | 28    | 88   | 169  | –    | 426  | 156  | 177  | 74   | 182  | 243  | 201  | 130   | 272  | 546  | 363  | 528  | 561  | N/A    |

Zeichenerklärung: S = Turniersieg; F, HF, VF, AF = Einzug ins Finale / Halbfinale / Viertelfinale / Achtelfinale; 1R, 2R, 3R = Ausscheiden in der 1. / 2. / 3. Hauptrunde bzw. Q1, Q2, Q3 = Ausscheiden in der 1. / 2. / 3. Qualifikationsrunde
1 Turnierresultat in Klammern bedeutet, dass der Spieler das Turnier noch nicht beendet hat; es zeigt seinen aktuellen Turnierstatus an. Nachdem der Spieler das Turnier beendet hat, wird die Klammer entfernt.

2 Stand: Saisonende 2023